# Гигиена труда в промышленности
Гигиена труда в промышленности — условия труда на любом промышленном предприятии, которые определяются технологией производственного процесса, а также санитарно-гигиенической обстановкой, которая создаётся на рабочих местах.

## Синопсис
В процессе физического труда возникает мышечное напряжение тела, а в процессе умственного труда возникает нервно-психическое напряжение. Санитарно-гигиеническая обстановка в условиях производства — это всё то, что окружает рабочего на предприятии. В современной РФ, так и в годы бывшего СССР улучшение условий труда является общегосударственной задачей. В годы бывшего СССР основной задачей государственного санитарного надзора по гигиене труда являлся контроль за соблюдением санитарного законодательства. В годы бывшего СССР государственный санитарный надзор осуществлялся органами и учреждениями санитарно-эпидемиологической службы Министерства здравоохранения СССР, в современной РФ надзор осуществляется учреждениями санитарно-эпидемиологической службы Министерства здравоохранения РФ. Для осуществления контроля в гигиене труда используются разнообразные методы, одним из которых является метод санитарно-гигиенического исследования, далее идут методы физиологического и клинического исследования. В годы бывшего СССР помимо гигиенических нормативов разрабатывались и ГОСТы. Данные стандарты являлись обязательными для всех учреждений. С 1 января 1971 года в СССР были введены в действие ОЗоТы, согласно которым работники не должны были работать свыше 41 часов в неделю, но существовали исключения, согласно которым подростки 15-16 лет, а также лица страдающие ОВЗ и инвалиды должны были работать не более 24 часов в неделю, а подростки 16-18 лет — 36 часов в неделю.